# Ordre d'Abdón Calderón
L'ordre d'Abdón Calderón (en espagnol : Orden de Abdón Calderón) est une décoration équatorienne instituée en 1904 et décernée pour services militaires extraordinaires. Il porte le nom du lieutenant Abdón Calderón, le héros révolutionnaire décédé à 18 ans des suites des blessures reçus le 24 mai 1822 à la bataille de Pichincha pendant la guerre d'indépendance de l'Équateur. Les candidats doivent avoir accompli des réalisations extraordinaires dans le domaine militaire pour la protection de la patrie.

## Grades
L’ordre comporte trois grades :
- Première classe
- Deuxième classe
- Troisième classe

## Insignes
La médaille mesure 5 cm de diamètre. L’avers a un médaillon central, représentant le buste d’Abdón Calderón, avec son nom au-dessus et la date 1822 en-dessous. Le médaillon est entouré d’une bande d’émail bleu et repose sur une étoile dorée à cinq branches, avec une couronne de laurier entre les branches. L’insigne est suspendu à une barre dorée avec l’inscription Republica del Equador et quatre signes du zodiaque.
Le ruban de l’ordre est à moitié jaune, à moitié bleu et rouge. La classe de l’ordre est indiquée par une étoile. L’étoile de première classe est d’or, celle de deuxième classe est d’argent et la troisième classe est de bronze.
| Première classe | Deuxième classe | Troisième classe |

## Récipiendaires notables

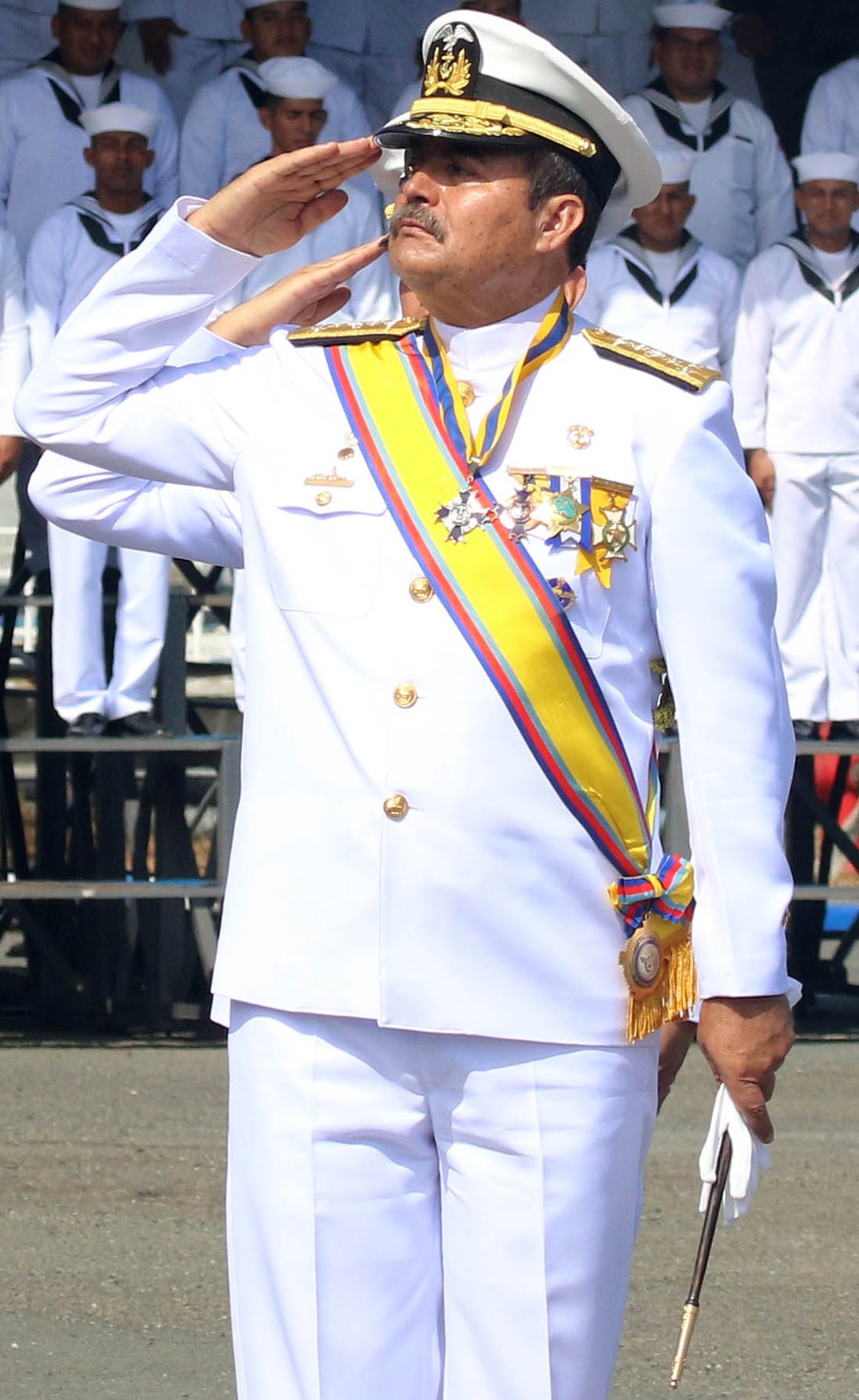
Le vice-amiral Ángel Sarzosa, portant l’écharpe de l’ordre (2016).

- Edward M. Almond
- Frank Maxwell Andrews
- Edwin Burr Babbitt (en)
- Bernhard de Lippe-Biesterfeld
- Alfred Winsor Brown
- Charles H. Corlett
- Malin Craig
- Willis D. Crittenberger
- Pedro del Valle
- Robert L. Eichelberger
- Dwight D. Eisenhower
- William Halsey Jr.
- Thomas T. Handy
- Harold D. Hansen
- Harold R. Harris
- Ernest J. King
- Henry Balding Lewis
- Douglas MacArthur
- George Marshall
- Paco Moncayo
- John C. Munn
- Chester Nimitz
- James Garesche Ord[3]
- Harvey Overesch
- Alexander Patch
- Cosimo Rennella
- Cosme Renella Barbatto
- William R. Schmidt
- John F. Shafroth Jr.
- Lemuel C. Shepherd Jr.
- Alexander Vandegrift
- Général Miguel Federico Villegas[4]
- Francis Bowditch Wilby
- Charles A. Willoughby
- Edward Ellsberg
- Augusto Pinochet
- Général Víctor Hugo Montero Maldonado
- Général Leopoldo Aurelio Mantilla Ante